# Vojislav Gregorius Avakumović
Vojislav Gregorius Avakumović (* 12. März 1910 in Semlin, Kroatien und Slawonien; † 19. August 1990) war ein jugoslawischer Mathematiker und Hochschullehrer an Universitäten in Göttingen, Gießen und Marburg.

## Leben
Avakumović wurde als Sohn eines Rechtsanwalts und Parlamentsabgeordneten geboren. Nach dem Abitur in seiner Heimatstadt Zemun studierte er ein Jahr Malerei in Rom, danach Maschinenbau an der Technischen Hochschule Berlin. Nach einem Bergunfall 1931 mit anschließender Beinamputation wechselte er zum Mathematik- und Physikstudium an der Universität Belgrad und promovierte am 24. April 1939 zum Dr. phil. Seine Dissertation stellte Verbindungen zwischen verschiedenen Tauber-Sätzen her. Bevor er zum 1. Oktober 1957 Gastprofessor an der Georg-August-Universität Göttingen wurde, war er in seinem Heimatland Jugoslawien an verschiedenen Hochschulen als Dozent und Professor tätig. 1949 wurde er hier Mitglied der Serbischen Akademie der Wissenschaften, seit 1952 war er Professor an der Universität Sarajewo. Internationale Anerkennung errang er vor allem durch seine Arbeiten über die Spektraltheorie des Laplace-Operators. In Göttingen blieb er ein halbes Jahr, bis er im März ein Stipendium der Deutschen Forschungsgemeinschaft an der Justus-Liebig-Universität Gießen erhielt. Nach dem halbjährigen Stipendium schloss sich hier eine Gastprofessur an, die bis Ende März 1961 dauerte.
Zum 1. April 1961 wurde er Direktor des Zentralinstituts für Angewandte Mathematik der Kernforschungsanlage Jülich. 1966 folgte er einem Ruf auf einen Lehrstuhl für Mathematik an der Philipps-Universität Marburg. Dort begründete er eine aktive Arbeitsgruppe mit Schwerpunkt in der Spektraltheorie elliptischer Operatoren, u. a. promovierte 1972 bei ihm Jochen Brüning. Seine Emeritierung erfolgte im Jahre 1975.

## Veröffentlichungen (Auswahl)
- (mit Jovan Karamata): Über einige Taubersche Sätze, deren Asymptotik von Exponentialcharakter ist, in: Mathematische Zeitschrift, Jg. 41.1936, S. 345–356 (Digitalisat beim Göttinger Digitalisierungszentrum)
- Bemerkungen über Laplacesche Integrale, deren Wachstum von Exponentialcharakter ist, in: Mathematische Zeitschrift, Jg. 46.1940, S. 62–69 und Jg. 47.1942, S. 141–152 (Teil 1 und 2 und Teil 3 beim Göttinger Digitalisierungszentrum)
- Über die Eigenfunktionen auf geschlossenen Riemannschen Mannigfaltigkeiten, in: Mathematische Zeitschrift, Jg. 65.1956, S. 327–344 (Digitalisat beim Göttinger Digitalisierungszentrum)